# Dean H. Kenyon
Dean H. Kenyon (1939) è un docente statunitense, professore emerito di biologia alla San Francisco State University e uno dei più importanti promotori del movimento Disegno intelligente. Kenyon è Fellow del Center for Science and Culture del Discovery Institute fin dalla sua istituzione, nel 1996. .

## Biografia
Kenyon ha conseguito la laurea in fisica presso l'Università di Chicago nel 1961 e un dottorato di ricerca in biofisica presso la Stanford University nel 1965. Nel 1966 divenne assistente professore di biologia alla San Francisco State University. È diventato emerito nel 2001.
Nel 1969, Kenyon fu autore con Gary Steinman dell'importante trattato Biochemical Predestination che si occupa di fornire una dimostrazione scientifica dell'origine spontanea della vita per evoluzione chimica . Secondo il chimico statunitense Stephen Berry la teoria di Kenyon e Steinman "descrive la seguente catena causale: le proprietà degli elementi chimici determinano i tipi di monomeri che possono essere formati nelle sintesi prebiotiche, che poi determinano le proprietà dei polimeri prodotti, che infine determinano le proprietà dei primi eobionti e di tutte le cellule successive."  Kenyon si occupò soprattutto dello studio della replicazione dei virus.
Durante l'anno accademico 1969-1970 ottenne una borsa di studio presso la Graduate Theological Union di Berkeley, dove esaminò la letteratura contemporanea sul rapporto tra scienza e religione. Nel 1974, è stato Visiting Scholar al Trinity college di Oxford. 

## Intelligent Design
Kenyon afferma che le sue opinioni cambiarono intorno al 1976 a seguito dello studio dei libri del chimico inglese Arthur Ernest Wilder-Smith. Secondo quanto riferito dallo stesso Kenyon: "Nel 1976, uno studente mi diede un libro di A.E. Wilder-Smith, The Creation of Life: A Cybernetic Approach to Evolution. Molte pagine di quel libro esponevano argomenti che contraddicevano le tesi espresse in Biochemical Predestination, e feci fatica a trovare una contro-confutazione." 
Da allora Kenyon cominciò a dubitare della sintesi neodarwiniana, affermando che "se ogni biologo professionista esaminasse con cura gli assunti sui quali si basa la teoria della macro-evoluzione (…) non potrebbe che concludere che ci sono ragioni sostanziali di dubitare della veridicità di questa dottrina." 
Divenuto uno dei principali sostenitori della teoria dell’Intelligent Design, Kenyon è stato autore, con Percival Davis e Charles Thaxton, del libro di testo Of Pandas and People, pubblicato nel 1989.  La proposta del consiglio di istituto del liceo di Dover, in Pennsylvania di inserire il volume tra i libri di testo sfociò nel processo Kitzmiller vs. Dover, all’origine della controversia sull’Intelligent Design.

## Pubblicazioni
- Kenyon DH, Steinman G. Biochemical Predestination. McGraw Hill Text (January, 1969) ISBN 0-07-034126-5.
- Davis PW, Kenyon DH. Of Pandas and People: The Central Question of Biological Origins. Foundation for Thought & Ethics; 2nd edition (September, 1993) ISBN 0-914513-40-0.
- Steinman G, Kenyon DH, Calvin M. The mechanism and protobiochemical relevance of dicyanamide-medicated peptide synthesis. Biochim Biophys Acta. 1966 Aug 24;124(2):339-50. PMID 5968904
- Smith AE, Kenyon DH. Is life originating de novo? Perspect Biol Med. 1972 Summer;15(4):529-42. PMID 5040075
- Smith AE, Kenyon DH. The origin of viruses from cellular genetic material. Enzymologia. 1972 Jul 31;43(1):13-8. PMID 5050651
- Smith AE, Kenyon DH. A unifying concept of carcinogenesis and its therapeutic implications. Oncology. 1973;27(5):459-79. PMID 4578174
- Smith AE, Kenyon DH. Acupuncture and A.T.P.: how they may be related. Am J Chin Med (Gard City N Y). 1973 Jan;1(1):91-7. PMID 4774360
- Kenyon DH. On terminology in origin of life studies. Orig Life. 1975 Jul;6(3):447-9. PMID 1187108
- Nissenbaum A, Kenyon DH, Oro J. On the possible role of organic melanoidin polymers as matrices for prebiotic activity. J Mol Evol. 1975 Dec 29;6(4):253-70. PMID 1542
- Kenyon DH, Nissenbaum A. Melanoidin and aldocyanoin microspheres: implications for chemical evolution and early precambrian micropaleontology. J Mol Evol. 1976 Apr 9;7(3):245-51. PMID 778393